# Aston Villa FC in het seizoen 2002/03
Dit artikel beschrijft de prestaties van voetbalclub Aston Villa FC in het seizoen 2002/2003. Dit seizoen werd de club zestiende in de Premier League. Het was het slechtste resultaat voor de club sinds het seizoen 1994/1995, destijds onder trainers Ron Atkinson en Brian Little. In de competitie werd onder trainer Graham Taylor zeventien keer verloren, goed voor een puntentotaal van 45. Hiermee was de club drie punten verwijderd van een degradatie naar de Football League First Division. De club zag een aantal sterkhouders vertrekken, onder wie George Boateng (Middlesbrough), aanvoerder Paul Merson en de eveneens ervaren Steve Stone (beide naar Portsmouth). Overigens werden enkele Scandinaviërs ingelijfd, zoals de Zweedse aanvaller Marcus Allbäck (sc Heerenveen) en Ronny Johnsen (Manchester United). Boateng was dan wel vertrokken, er speelde met reservedoelman Stefan Postma alweer een Nederlander op Villa Park. Peter Enckelman werd eerste doelman na het vertrek van Peter Schmeichel naar Manchester City. Het was voorts het laatste seizoen van (gewezen) sterkhouders Steve Staunton, Alan Wright en Ian Taylor.

## Spelerskern
Spelers wier rugnummer is doorstreept verlieten de club tijdens het seizoen;
| Rugnummer     | Naam                | Nationaliteit      | Geboortedatum | Bij de club sinds | Vorige club                       |
| ------------- | ------------------- | ------------------ | ------------- | ----------------- | --------------------------------- |
| Keepers       |                     |                    |               |                   |                                   |
| 1             | Peter Enckelman     | Finland            | 10-03-1977    | 1999              | TPS Turku                         |
| 13            | Stefan Postma       | Nederland          | 10-06-1976    | 2002              | De Graafschap                     |
| Verdedigers   |                     |                    |               |                   |                                   |
| 2             | Mark Delaney        | Wales              | 13-05-1976    | 1999              | Cardiff City                      |
| 3             | Alan Wright         | Engeland           | 28-09-1971    | 1995              | Blackburn Rovers                  |
| 4             | Olof Mellberg 2     | Zweden             | 03-09-1977    | 2001              | Racing Santander                  |
| 5             | Alpay Özalan        | Turkije            | 29-05-1973    | 2000              | Fenerbahçe SK                     |
| 11            | Steve Staunton      | Ierland            | 19-01-1969    | 2000              | Liverpool                         |
| 15            | Ulises de la Cruz   | Ecuador            | 08-02-1974    | 2002              | Hibernian                         |
| 21            | Jlloyd Samuel       | Trinidad en Tobago | 29-03-1981    | 1999              | Charlton Athletic                 |
| 24            | Liam Ridgewell      | Engeland           | 21-07-1984    | 2002              | eigen jeugd                       |
| 27            | Ronny Johnsen       | Noorwegen          | 10-06-1969    | 2002              | Manchester United                 |
| 31            | Stephen Cooke       | Engeland           | 15-02-1983    | 2000              | eigen jeugd / Bournemouth (huur)  |
| 33            | Joey Guðjónsson     | IJsland            | 25-05-1980    | gehuurd           | gehuurd van Real Betis            |
| Middenvelders |                     |                    |               |                   |                                   |
| 6             | George Boateng      | Nederland          | 05-09-1975    | 1999              | Coventry City                     |
| 6             | Gareth Barry        | Engeland           | 23-02-1981    | 1998              | Brighton & Hove Albion            |
| 7             | Ian Taylor          | Engeland           | 04-06-1968    | 1994              | Sheffield Wednesday               |
| 10            | Paul Merson         | Engeland           | 20-03-1968    | 1998              | Middlesbrough                     |
| 12            | Thomas Hitzlsperger | Duitsland          | 05-04-1982    | 2001              | eigen jeugd                       |
| 17            | Lee Hendrie         | Engeland           | 18-05-1977    | 1994              | eigen jeugd                       |
| 18            | Steve Stone         | Engeland           | 20-08-1971    | 1998              | Nottingham Forest                 |
| 20            | Mustapha Hadji      | Marokko            | 16-11-1971    | 2001              | Coventry City                     |
| 26            | Mark Kinsella       | Ierland            | 12-08-1972    | 2002              | Charlton Athletic                 |
| 28            | Øyvind Leonhardsen  | Noorwegen          | 17-08-1970    | 2002              | Tottenham Hotspur                 |
| 29            | Peter Whittingham   | Engeland           | 08-09-1984    | 2003              | eigen jeugd                       |
| 30            | Hassan Kachloul     | Marokko            | 19-02-1973    | 2001              | Southampton                       |
| Aanvallers    |                     |                    |               |                   |                                   |
| 8             | Juan Pablo Ángel    | Colombia           | 24-10-1975    | 2001              | CA River Plate                    |
| 9             | Dion Dublin         | Engeland           | 22-04-1969    | 1998              | Coventry City                     |
| 10            | Darius Vassell      | Engeland           | 13-06-1980    | 1998              | eigen jeugd                       |
| 14            | Marcus Allbäck      | Zweden             | 05-07-1973    | 2002              | sc Heerenveen                     |
| 16            | Peter Crouch        | Engeland           | 30-01-1981    | 2002              | Portsmouth                        |
| 19            | Boško Balaban       | Kroatië            | 15-10-1978    | 2001              | Dinamo Zagreb                     |
| 25            | Stefan Moore        | Engeland           | 28-09-1983    | 2001              | eigen jeugd / Chesterfield (huur) |

- = Aanvoerder

| 1. 2. 3. 4. |

### Manager
|         |                      |               |
| Functie | Naam                 | Nationaliteit |
| Coach   | Graham Taylor (foto) | Engeland      |

## Resultaten
Een overzicht van de competities waaraan Aston Villa in het seizoen 2002-2003 deelnam.
| Premier League | FA Cup      | League Cup  | Intertoto Cup |
| -------------- | ----------- | ----------- | ------------- |
|                |             |             |               |
| 16e            | Derde ronde | Kwartfinale | Halve finale  |

## Uitrustingen
Shirtsponsor: Rover 

Sportmerk: Diadora
| Thuis |

| Uit |

## Premier League

### Wedstrijden
| №  | Datum      | Wedstrijd                          | Uitslag | Doelpunten                                            | P  |
| -- | ---------- | ---------------------------------- | ------- | ----------------------------------------------------- | -- |
| 1  | 18.08.2002 | Aston Villa – Liverpool            | 0–1     |                                                       | 0  |
| 2  | 24.08.2002 | Tottenham Hotspur – Aston Villa    | 1–0     |                                                       | 0  |
| 3  | 28.08.2002 | Aston Villa – Manchester City      | 1–0     | 64' Vassell                                           | 3  |
| 4  | 01.09.2002 | Bolton Wanderers – Aston Villa     | 1–0     |                                                       | 3  |
| 5  | 11.09.2002 | Aston Villa – Charlton Athletic    | 2–0     | 70' De la Cruz, 83' S. Moore                          | 6  |
| 6  | 16.09.2002 | Birmingham City – Aston Villa      | 3–0     |                                                       | 6  |
| 7  | 22.09.2002 | Aston Villa – Everton              | 3–2     | 7', 48' Hendrie, 85' Dublin                           | 9  |
| 8  | 28.09.2002 | Sunderland – Aston Villa           | 1–0     |                                                       | 9  |
| 9  | 06.10.2002 | Aston Villa – Leeds United         | 0–0     |                                                       | 10 |
| 10 | 21.10.2002 | Aston Villa – Southampton          | 0–1     |                                                       | 10 |
| 11 | 26.10.2002 | Manchester United – Aston Villa    | 1–1     | 35' Mellberg                                          | 11 |
| 12 | 03.11.2002 | Blackburn Rovers – Aston Villa     | 0–0     |                                                       | 12 |
| 13 | 09.11.2002 | Aston Villa – Fulham               | 3–1     | 20' Ángel, 66' Allbäck, 83' Leonhardsen               | 15 |
| 14 | 16.11.2002 | West Bromwich Albion – Aston Villa | 0–0     |                                                       | 16 |
| 15 | 23.11.2002 | Aston Villa – West Ham United      | 4–1     | 29' Hendrie, 59' Leonhardsen, 72' Dublin, 80' Vassell | 19 |
| 16 | 30.11.2002 | Arsenal – Aston Villa              | 3–1     | 64' Hitzlsperger                                      | 19 |
| 17 | 07.12.2002 | Aston Villa – Newcastle United     | 0–1     |                                                       | 19 |
| 18 | 14.12.2002 | Aston Villa – West Bromwich Albion | 2–1     | 16' Vassell, 90' Hitzlsperger                         | 22 |
| 19 | 21.12.2002 | Chelsea – Aston Villa              | 2–0     |                                                       | 22 |
| 20 | 26.12.2002 | Manchester City – Aston Villa      | 3–1     | 41' Dublin                                            | 22 |
| 21 | 28.12.2002 | Aston Villa – Middlesbrough        | 1–0     | 11' Dublin                                            | 25 |
| 22 | 01.01.2003 | Aston Villa – Bolton Wanderers     | 2–0     | 8' Dublin, 80' Vassell                                | 28 |
| 23 | 11.01.2003 | Liverpool – Aston Villa            | 1–1     | 49' (pen.) Dublin                                     | 29 |
| 24 | 18.01.2003 | Aston Villa – Tottenham Hotspur    | 0–1     |                                                       | 29 |
| 25 | 28.01.2003 | Middlesbrough – Aston Villa        | 2–5     | 24', 81' Vassell, 31' Joey, 47' Barry, 90' Dublin     | 32 |
| 26 | 02.01.2003 | Aston Villa – Blackburn Rovers     | 3–0     | 2', 40' Dublin, 81' Barry                             | 35 |
| 27 | 08.02.2003 | Fulham – Aston Villa               | 2–1     | 3' Barry                                              | 35 |
| 28 | 22.02.2003 | Charlton Athletic – Aston Villa    | 3–0     |                                                       | 35 |
| 29 | 03.03.2003 | Aston Villa – Birmingham City      | 0–2     |                                                       | 35 |
| 30 | 15.03.2003 | Aston Villa – Manchester United    | 0–1     |                                                       | 35 |
| 31 | 22.03.2003 | Southampton – Aston Villa          | 2–2     | 30' Hendrie, 36' Vassell                              | 36 |
| 32 | 05.04.2003 | Aston Villa – Arsenal              | 1–1     | 71' (e.d.) Touré                                      | 37 |
| 33 | 12.04.2003 | West Ham United – Aston Villa      | 2–2     | 36' (pen.) Vassell, 52' Leonhardsen                   | 38 |
| 34 | 19.04.2003 | Aston Villa – Chelsea              | 2–1     | 11', 78' Allbäck                                      | 41 |
| 35 | 21.04.2003 | Newcastle United – Aston Villa     | 1–1     | 69' Dublin                                            | 42 |
| 36 | 26.04.2003 | Everton – Aston Villa              | 2–1     | 49' Allbäck                                           | 42 |
| 37 | 03.05.2003 | Aston Villa – Sunderland           | 1–0     | 80' Allbäck                                           | 45 |
| 38 | 11.05.2003 | Leeds United – Aston Villa         | 3–1     | 40' Joey                                              | 45 |

### Eindstand
|  | Groepsfase UEFA Champions League 2003/04       |
|  | Derde voorronde UEFA Champions League 2003/04  |
|  | Eerste ronde UEFA Cup 2003/04                  |
|  | Voorronde UEFA Cup 2003/04                     |
|  | Degradatie naar Football League First Division |

| Rang | Team                 | We | Wi | Ge | Ve | Pu | Vo | Te | Sa  | Fa    |
| ---- | -------------------- | -- | -- | -- | -- | -- | -- | -- | --- | ----- |
| 1    | Manchester United    | 38 | 25 | 8  | 5  | 83 | 74 | 34 | 40  | 2,176 |
| 2    | Arsenal              | 38 | 23 | 9  | 6  | 78 | 85 | 42 | 43  | 2,024 |
| 3    | Newcastle United     | 38 | 21 | 6  | 11 | 69 | 63 | 48 | 15  | 1,313 |
| 4    | Chelsea              | 38 | 19 | 10 | 9  | 67 | 68 | 38 | 30  | 1,789 |
| 5    | Liverpool            | 38 | 18 | 10 | 10 | 64 | 61 | 41 | 20  | 1,488 |
| 6    | Everton              | 38 | 18 | 7  | 13 | 61 | 48 | 48 | 0   | 1     |
| 7    | Blackburn Rovers     | 38 | 16 | 12 | 10 | 60 | 52 | 43 | 9   | 1,209 |
| 8    | Southampton          | 38 | 13 | 13 | 12 | 52 | 43 | 46 | -3  | 0,935 |
| 9    | Manchester City      | 38 | 15 | 6  | 17 | 51 | 47 | 54 | -7  | 0,87  |
| 10   | Middlesbrough        | 38 | 13 | 10 | 15 | 49 | 48 | 44 | 4   | 1,091 |
| 11   | Charlton Athletic    | 38 | 14 | 7  | 17 | 49 | 45 | 56 | -11 | 0,804 |
| 12   | Tottenham Hotspur    | 38 | 14 | 7  | 17 | 49 | 50 | 62 | -12 | 0,806 |
| 13   | Birmingham City      | 38 | 13 | 9  | 16 | 48 | 41 | 49 | -8  | 0,837 |
| 14   | Fulham               | 38 | 13 | 9  | 16 | 48 | 41 | 50 | -9  | 0,82  |
| 15   | Leeds United         | 38 | 14 | 5  | 19 | 47 | 58 | 57 | 1   | 1,018 |
| 16   | Aston Villa          | 38 | 12 | 9  | 17 | 45 | 42 | 47 | -5  | 0,894 |
| 17   | Bolton Wanderers     | 38 | 10 | 14 | 14 | 44 | 41 | 51 | -10 | 0,804 |
| 18   | West Ham United      | 38 | 10 | 12 | 16 | 42 | 42 | 59 | -17 | 0,712 |
| 19   | West Bromwich Albion | 38 | 6  | 8  | 24 | 26 | 29 | 65 | -36 | 0,446 |
| 20   | Sunderland           | 38 | 4  | 7  | 27 | 19 | 21 | 65 | -44 | 0,323 |

### Statistieken
Bijgaand een overzicht van de spelers van Aston Villa, die in het seizoen 2002/03 onder leiding van trainer Graham Taylor speeltijd kregen in de Premier League.
| Naam                | Duels | Goal | Kreeg geel | Kreeg voor de tweede keer geel en dus rood | Weggestuurd |
| ------------------- | ----- | ---- | ---------- | ------------------------------------------ | ----------- |
| Olof Mellberg       | 38    | 1    | 1          | 0                                          | 0           |
| Jlloyd Samuel       | 38    | 0    | 2          | 0                                          | 0           |
| Gareth Barry        | 35    | 3    | 11         | 0                                          | 0           |
| Darius Vassell      | 33    | 8    | 2          | 0                                          | 0           |
| Peter Enckelman     | 33    | 0    | 1          | 0                                          | 1           |
| Dion Dublin         | 28    | 10   | 5          | 1                                          | 0           |
| Lee Hendrie         | 27    | 4    | 8          | 0                                          | 0           |
| Thomas Hitzlsperger | 26    | 2    | 3          | 0                                          | 0           |
| Ronny Johnsen       | 26    | 0    | 2          | 0                                          | 0           |
| Steve Staunton      | 26    | 0    | 4          | 0                                          | 1           |
| Marcus Allbäck      | 20    | 5    | 2          | 0                                          | 0           |
| Ulises de la Cruz   | 20    | 1    | 2          | 0                                          | 0           |
| Øyvind Leonhardsen  | 19    | 3    | 2          | 0                                          | 0           |
| Mark Kinsella       | 19    | 0    | 1          | 0                                          | 0           |
| Juan Pablo Ángel    | 15    | 1    | 1          | 0                                          | 0           |
| Peter Crouch        | 14    | 0    | 2          | 0                                          | 0           |
| Stefan Moore        | 13    | 1    | 1          | 0                                          | 0           |
| Ian Taylor          | 13    | 0    | 4          | 0                                          | 0           |
| Mark Delaney        | 12    | 0    | 1          | 0                                          | 0           |
| Mustapha Hadji      | 11    | 0    | 1          | 0                                          | 0           |
| Alan Wright         | 10    | 0    | 2          | 0                                          | 0           |
| Stefan Postma       | 6     | 0    | 0          | 0                                          | 0           |
| Alpay Özalan        | 5     | 0    | 2          | 0                                          | 0           |
| Peter Whittingham   | 4     | 0    | 0          | 0                                          | 0           |
| Stephen Cooke       | 3     | 0    | 0          | 0                                          | 0           |